# آقای نازنین (فیلم)
آقای نازنین (به انگلیسی: Mr. Nice Guy) یک فیلم اکشن هنگ کنگی محصول سال ۱۹۹۷ به کارگردانی سامو هونگ با بازی جکی چان و ریچارد نورتون است. این فیلم در تاریخ ۳۱ ژانویه ۱۹۹۷ در هنگ کنگ منتشر شد.

## تولید
این فیلم در ابتدا قرار بود پنجمین فیلم از سری فیلم‌های داستان پلیس جکی چان باشد که در سیدنی استرالیا اتفاق می‌افتد، اما پس از یک ماه بازبینی شدن تبدیل به یک فیلم اکشن مستقل در ملبورن شد. اولین فیلم چان است که به زبان انگلیسی فیلمبرداری شده است.